# Wajegi
Wajegi (ros. Ваеги) – wieś w Rosji, w Czukockim Okręgu Autonomicznym, w rejonie anadyrskim. W 2010 liczyła 497 mieszkańców.